# شيا ويجهام
شيا ويجهام (بالإنجليزية: Shea Whigham)‏ هو ممثل امريكي ولد بتاريخ (5 جانفي 1969) في تلاهاسي فلوريدا الولايات المتحدة.

## أعماله
مثل في افلام مفكرة الموت وسبلينتر وكونغ: جزيرة الجمجمة

## وصلات خارجية
- شيا ويجهام على موقع IMDb (الإنجليزية)
- شيا ويجهام على موقع روتن توميتوز (الإنجليزية)
- شيا ويجهام على موقع ألو سيني (الفرنسية)
- شيا ويجهام على موقع تيرنر كلاسيك موفيز (الإنجليزية)
- شيا ويجهام على موقع أول موفي (الإنجليزية)
- شيا ويجهام على موقع قاعدة بيانات الأفلام السويدية (السويدية)
- شيا ويجهام على موقع قاعدة بيانات الفيلم (الإنجليزية)
- شيا ويجهام على موقع كينوبويسك (الروسية)

صفحته على IMDb